# Vittorio Cecchi Gori
Vittorio Cecchi Gori (né à Florence le 27 avril 1942) est un homme d'affaires, homme politique, dirigeant sportif et producteur de cinéma italien. C'est le fils du célèbre producteur de cinéma Mario Cecchi Gori.

## Biographie
Vittorio Cecchi Gori travaille dans l'entreprise cinématographique de son père en étroit contact avec celui-ci. Avec lui, il produit par exemple Le Facteur qui gagne un Oscar pour la meilleure musique de film.
Lorsque son père Mario Cecchi Gori meurt, il décide d'élargir le champ de ses activités et à casser le dipôle télévisé italien. En 1995, il acquiert les chaînes Videomusic et Telemontecarlo et entre dans le capital de Telepiù. Il continue avec succès l'activité de producteur cinématographique, en produisant un grand nombre de film parmi lesquels La vie est belle qui a remporté trois Oscars : celui de la meilleure musique de film, celui du meilleur film étranger et celui du meilleur acteur principal pour Roberto Benigni (également réalisateur du film).
En 2000, en raison de difficultés économiques combinées, il est contraint de tout vendre, conservant toutefois en sa possession de nombreuses salles de cinéma dans les grandes villes italiennes.
Entre 1993, année de la mort de son père, et jusqu'en 2002, il est président de la Fiorentina, un club de football avec lequel il gagne une Coupe d'Italie de football, une supercoupe en 1996 et une autre coupe d'Italie en 2001, tout en étant impliqué, en 2001 et 2002, dans de graves crises financières, parmi lesquelles la faillite de son club.
Actif également en politique, il est élu sénateur du Parti populaire italien entre 1994 et 1996. Au moment du vote de confiance au premier gouvernement Berlusconi, il s'absente de la salle, favorisant ainsi la mise en place du nouveau Premier ministre. En 1996, son mandat est reconduit le premier collège électoral de la région Toscane. En 2001, il se porte candidat du parti L'Olivier dans le collège de Acireale, mais il ne recueille que 33 % des voix. La même année, il est l'objet d'une enquête pour achat de votes, car il est soupçonné d'avoir payé les supporters de l'Acireale Calcio. En vue des élections générales de 2006, il décide de se porter candidat dans la première circonscription du Latium : il est de fait chef de liste à la chambre des députés pour le parti Mouvement pour les autonomies, allié à la Ligue du Nord, mais n'est pas élu.
Il est marié entre 1983 et 2000 à l'ex-actrice Rita Rusic, laquelle a lancé après leur séparation sa propre activité de production cinématographique. Il a ensuite eu une relation avec l'actrice Mara Meis pendant 3 ans. Il a eu une longue relation avec l'actrice et styliste Valeria Marini, qui l'a soutenu même pendant sa faillite économique.

### Affaires judiciaires
En juillet 2001, Vittorio Cecchi Gori est informé d'une enquête préliminaire pour blanchiment d'argent. Pendant une perquisition liée à l'enquête, dans un appartamento de sa résidence romaine du Palais Borghèse, en présence de Valeria Marini qui vivait à l'époque avec lui, on trouve dans un coffre-fort une quantité conséquente de cocaïne.
Le 29 octobre 2002, il est arrêté pour la faillite du club de football de la Fiorentina. En novembre 2006, il est condamné pour cette affaire après épuisement de tous les recours à trois ans et quatre mois de prison, dont trois couverts par une grâce.
Il est arrêté le 3 juin 2008 à Rome, avec pour chef d'accusation la banqueroute de la société Safin Cinematografica. Il est à nouveau arrêté le 25 juillet 2011 avec le même chef d'accusation : dans le cours de l'enquête, il est apparu qu'il avait détourné les biens du patrimoine social de la société Fin.Ma.Vi. SPA, provoquant un passif d'environ 600 millions d'euros. Le 1er février 2013, le procès se conclut par une condamnation à 6 ans de prison et à la confiscation du capital social des sociétés Cecchi Gori, Cinema e Spettacolo et New Fair Film, confirmant en outre la mise sous séquestre des parts des sociétés Adriano Entertainment et Vip 1997.
Le 28 février 2020, accusé de crimes financiers, notamment de faillite frauduleuse, Cecchi Gori est arrêté à son domicile par les carabiniers du Nucleo Investigativo qui lui ont signifié un ordre d'exécution pour une peine de prison de 8 ans, 5 mois et 26 jours émis par le bureau du procureur général de la Cour d'appel de Rome et l'ont conduit à la prison de Rebibbia.

## Filmographie partielle

### Avec son père
- Mi faccio la barca de Sergio Corbucci (1980)
- Non ti conosco più amore de Sergio Corbucci (1980)
- Mia moglie è una strega de Castellano et Pipolo (1980)
- Le Vieux garçon de Castellano et Pipolo (1980)
- Asso de Castellano et Pipolo (1981)
- Innamorato pazzo de Castellano et Pipolo (1981)
- Grand Hotel Excelsior de Castellano et Pipolo (1982)
- Bingo Bongo de Pasquale Festa Campanile (1982)
- Borotalco de Carlo Verdone (1982)
- Attila flagello di Dio de Castellano et Pipolo (1982)
- La casa stregata de Bruno Corbucci (1982)
- Acqua e sapone de Carlo Verdone (1983)
- Sing Sing de Sergio Corbucci (1983)
- I due carabinieri de Carlo Verdone (1984)
- Vacanze in America de Carlo Vanzina (1984)
- Amarsi un po' de Carlo Vanzina (1984)
- Sotto... sotto... strapazzato da anomala passione de Lina Wertmuller (1984)
- Pizza Connection de Damiano Damiani (1985)
- Lui è peggio di me de Enrico Oldoini (1985)
- Joan Lui - Ma un giorno nel paese arrivo io di lunedì de Adriano Celentano (1985)
- Il burbero de Castellano et Pipolo (1984)
- Grandi magazzini de Castellano et Pipolo (1986)
- Scuola di ladride Neri Parenti (1986)
- I miei primi 40 anni de Carlo Vanzina (1987)
- Io e mia sorella de Carlo Verdone (1987)
- 7 chili in 7 giorni de Luca Verdone (1987)
- Noi uomini duri de Maurizio Ponzi (1987)
- Scuola di ladri - Parte seconda de Neri Parenti (1987)
- Missione eroica - I pompieri 2 de Giorgio Capitani (1987)
- Il tenente dei carabinieri de Maurizio Ponzi (1987)
- La Légende du saint buveur d'Ermanno Olmi (1988)
- Fantozzi va in pensione de Neri Parenti (1988)
- Caruso Pascoski di padre polacco de Francesco Nuti (1988)
- Il piccolo diavolo de Roberto Benigni (1988)
- Il volpone de Maurizio Ponzi (1988)
- Compagni di scuola de Carlo Verdone (1988)
- Mia moglie è una bestia de Castellano et Pipolo (1988)
- Splendor de Ettore Scola (1989)
- Quelle heure est-il ? d'Ettore Scola (1989)
- Rébus de Massimo Guglielmi (1989)
- Ho vinto la lotteria di capodanno de Neri Parenti (1989)
- Il bambino e il poliziotto de Carlo Verdone (1989)
- Volevo i pantaloni de Maurizio Ponzi (1990)
- Le comiche de Neri Parenti (1990)
- Fantozzi alla riscossa de Neri Parenti (1990)
- Tre colonne in cronaca de Carlo Vanzina (1990)
- Le Voyage du capitaine Fracasse d'Ettore Scola (1990)
- Stasera a casa di Alice de Carlo Verdone (1990)
- La voce della luna de Federico Fellini (1990)
- Willy Signori e vengo da lontano de Francesco Nuti (1990)
- Il sole buio de Damiano Damiani (1990)
- Johnny Stecchino de Roberto Benigni (1991)
- Zitti e mosca de Alessandro Benvenuti (1991)
- La Secte de Michele Soavi (1991)
- Pensavo fosse amore, invece era un calesse de Massimo Troisi (1991)
- Volere volare de Maurizio Nichetti (1991)
- Le comiche 2 de Neri Parenti (1991)
- Ricky e Barabba de Christian De Sica (1991)
- Piedipiatti de Carlo Vanzina (1991)
- Infelici e contenti de Neri Parenti (1991)
- Puerto Escondido de Gabriele Salvatores (1992)
- Io speriamo che me la cavo de Lina Wertmuller (1992)
- Nel continente nero de Marco Risi (1992)
- Maledetto il giorno che t'ho incontrato de Carlo Verdone (1992)
- Arriva la bufera de Daniele Luchetti (1992)
- Al lupo al lupo de Carlo Verdone (1992)
- L'angelo con la pistola de Damiano Damiani (1992)
- Fantozzi in paradiso de Neri Parenti (1993)
- Il segreto del bosco vecchio d'Ermanno Olmi (1993)
- Caino e Caino d'Alessandro Benvenuti (1993)
- Condannato a nozze de Giuseppe Piccioni (1993)
- Perdiamoci di vista de Carlo Verdone (1994)
- Le Facteur de Michael Radford (1994)
- Miracolo italiano d'Enrico Oldoini (1994)
- Cari fottutissimi amici de Mario Monicelli (1994)
- Lamerica de Gianni Amelio (1994)
- Une pure formalité de Giuseppe Tornatore (1994)
- Il toro de Carlo Mazzacurati (1994)
- OcchioPinocchio de Francesco Nuti (1994)

### Seul
- I laureati de Leonardo Pieraccioni (1994)
- Marchand de rêves de Giuseppe Tornatore (1995)
- Ferie d'agosto de Paolo Virzì (1995)
- Camerieri de Leone Pompucci (1995)
- Viaggi di nozze de Carlo Verdone (1995)
- Fantozzi - Il ritorno de Neri Parenti (1996)
- Il barbiere di Rio de Giovanni Veronesi (1996)
- Ritorno a casa Gori d'Alessandro Benvenuti (1996)
- Sono pazzo di Iris Blond de Carlo Verdone (1996)
- Il ciclone de Leonardo Pieraccioni (1996)
- Vesna va veloce de Carlo Mazzacurati (1996)
- Viola bacia tutti de Giovanni Veronesi (1997)
- Uomo d'acqua dolce d'Antonio Albanese (1997)
- Fuochi d'artificio de Leonardo Pieraccioni (1997)
- Banzai de Carlo Vanzina (1997)
- Ovosodo de Paolo Virzì (1997)
- Il mio West de Giovanni Veronesi (1998)
- Mon frère de Gianni Amelio (1998)
- Un bugiardo in paradiso d'Enrico Oldoini (1998)
- L'amico del cuore de Vincenzo Salemme (1998)
- Gallo cedrone de Carlo Verdone (1998)
- La Mouette et le Chat d'Enzo D'Alò (1998)
- Baci e abbracci de Paolo Virzì (1999)
- La fame e la sete d'Antonio Albanese (1999)
- Fantozzi 2000 - La clonazione de Domenico Saverni (1999)
- Il pesce innamorato de Leonardo Pieraccioni (1999)
- Amore a prima vista de Vincenzo Salemme (1999)
- Lucignolo de Massimo Ceccherini (1999)
- Faccia di Picasso de Massimo Ceccherini (2000)
- C'era un cinese in coma de Carlo Verdone (2000)
- A ruota libera de Vincenzo Salemme (2000)
- Zora la vampira des frères Manetti (2000)
- Silence de Martin Scorsese (2016)